# Sometimes Always
Sometimes Always è un singolo del gruppo musicale britannico The Jesus and Mary Chain, pubblicato il 18 luglio 1994 come primo estratto dall'album Stoned & Dethroned.
Sometimes Always è cantata in duetto da Jim Reid e Hope Sandoval. Raggiunse il n° 22 della classifica britannica e il n° 62 di quella australiana.
Nell'episodio di Bottom "Digger" si vede un poster per il singolo che  ne espone la data di uscita.
La canzone è stata registrata in duetto da Courtney Jaye e Ben Bridwell della Band of Horses sull'album di Jaye del 2010, The Exotic Sounds di Courtney Jaye e dai The Brakes nell'album del 2005 Give Blood, duettando con Becki e Julia dei Pipettes.

## Tracce
Testi e musiche di W. Reid, eccetto ove indicato.

### 7"
Lato 1
1. Sometimes Always - 2:32

Lato 2
1. The Perfect Crime - 1:32 (J. Reid)

### 10" (ed. limitata), 12" e CD
1. Sometimes Always - 2:32
2. The Perfect Crime - 1:32 (J. Reid)
3. Little Stars - 3:29
4. Drop-Re-Recorded - 1:50

## Formazione
- Jim Reid - voce, chitarra
- William Reid - chitarra

### Altri musicisti
- Hope Sandoval - voce in Sometimes Always

### Produzione
- Dick Meaney - ingegneria del suono